# 米索尼
米索尼（Missoni）是意大利的一個奢侈針織品品牌，總部位於意大利瓦雷澤。

## 歷史

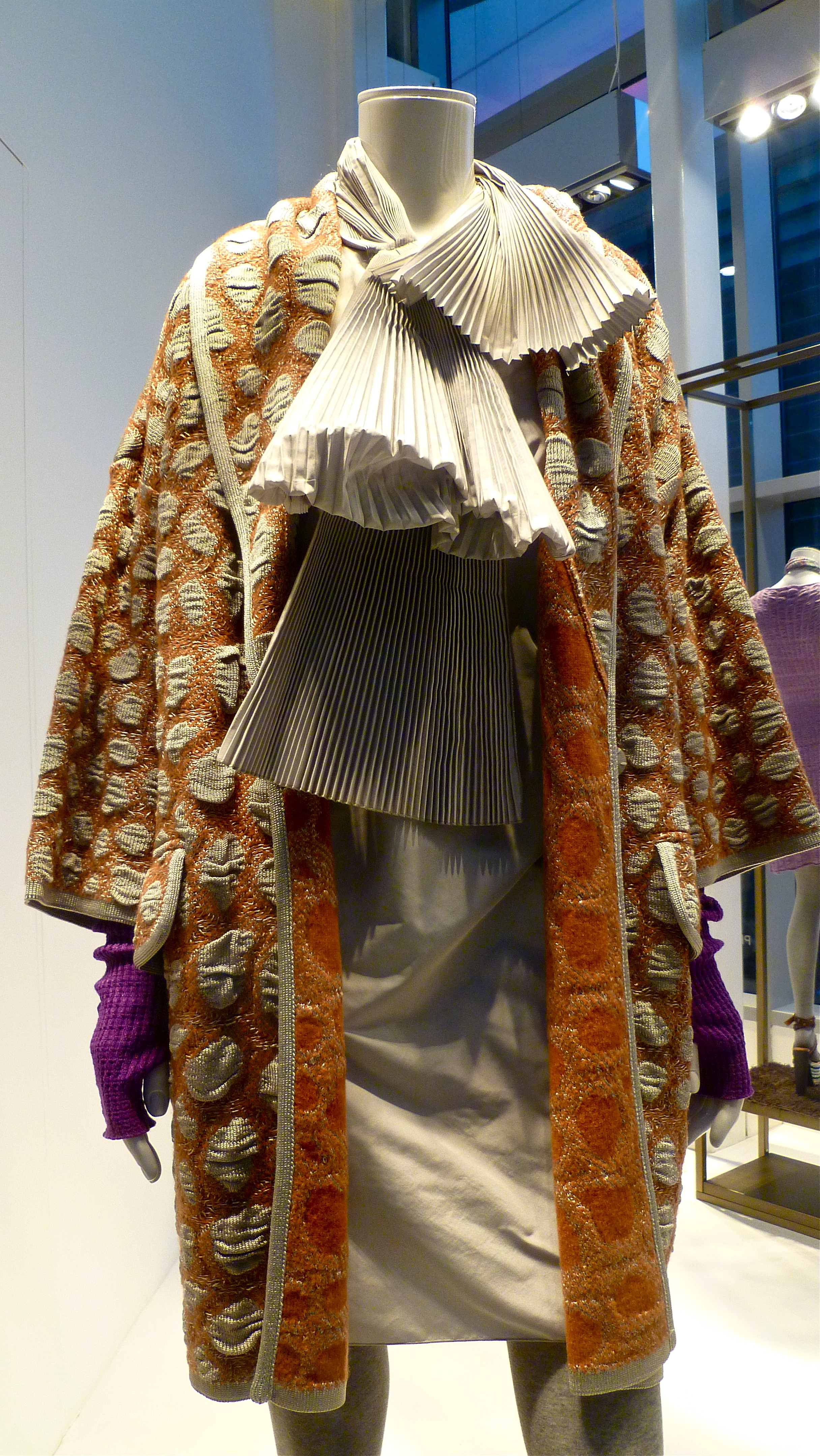
米索尼的衣服

1953年，它由奧塔維奧·米索尼和羅西塔·米索尼（Rosita Missoni）創立於意大利加拉拉泰。經過安娜·皮亞姬的推薦，業務逐漸擴大。1996年創始人夫妻將公司交給子女們繼承。
2017年，詹妮佛·洛佩茨與米索尼、萨克斯第五大道及女性癌症研究基金（Women’s Cancer Research Fund）聯合建立了一個支持癌症研究的基金。

## 擴展閱讀
- Sanai, Darius. . LUX Magazine. 1 March 2013  [6 March 2014]. （原始内容存档于2018-01-09）.